# 히로시마 전철 요코가와선
히로시마 전철 요코가와 선(広島電鉄横川線,ひろしまでんてつよこがわせん)은 히로시마 전철이 보유하는 궤도 노선이다.

## 운행 형태
다음과 같은 계통이 운행되고 있다.
■7호선
- 원칙으로, 요코가와역 - 도카이치 - 가미야초니시 - 히로덴 본사 앞의 계통으로 운행(평일의 아침에 요코가와 역발 히로시마항 행이 있다)
- 요코가와선을 통과하는 구간은 도카이치 - 요코가와역간
- 원칙으로 1차량으로 운행되지만, 평일의 출퇴근 시간시는 3연접의 전철도 운행된다.

■8호선
- 원칙으로, 요코가와 역 - 도카이치 - 도바시 - 에바의 계통으로 운행
- 본선을 통과하는 구간은 도카이치 - 요코가와역간
- 원칙으로 1차량으로 운행되지만, 평일의 출퇴근 시간시는 3연접의 전철도 운행된다.
- 2000년대 중반부터 매주 토요일, 일요일, 국경일에는 8호선에서 4월부터 9월까지는 100형, 10월부터 3월까지는 200형이 운행되고 있다. 운행 시간에 관해서는 레트르 전철을 타자!(히로시마 전철 홈 페이지 내,일본어)를 참조바란다. 1980년대 후반부터 2000년까지 하쿠시마 선에서도 같은 행사가 있었다.

## 역사
- 1917년 11월 1일: 사칸마치（현재의 혼가와 정） - 도카이치 정 - 미사사(현재의 요코가와역)간이 개통.
- 1944년 12월 26일: 본선의 사칸마치 - 도바시간의 루트 변경에 수반해 사칸마치 - 도카이치 정간을 본선에 편입.
- 1971년 5월 6일: 요코가와 - 히로시마역 앞간(7호선)의 운행을 폐지.
- 2001년 11월 1일: 요코가와 전차 정류장을 요코가와역 전차 정류장으로 개칭.
- 2003년 3월 27일 요코가와역 전차 정류장 이전. JR요코가와 역 앞 광장으로 노선 연장.
- 2003년 4월 20일: 1971년에 폐지된 7호선이 32년 만에 요코가와역 - 히로덴 본사 앞간의 운행으로서 부활. 그 전까지 없었던 정기 운용으로의 단행형의 신형차(700형, 800형)가 투입되게 된다. 또 평일의 출퇴근 시간에는 연접차도 투입.

## 전차 정류장 목록
| 역 번호 | 정류장 명      | 정류장 일어명 | 역간 거리 | 영업 거리 | 운행 계통 | 운행 계통 | 운행 계통 | 운행 계통 | 운행 계통 | 운행 계통 | 운행 계통 | 운행 계통 | 접속 노선                           | 소재지 |
| ------- | -------------- | ------------- | --------- | --------- | --------- | --------- | --------- | --------- | --------- | --------- | --------- | --------- | ----------------------------------- | ------ |
| Y1      | 도카이치마치   | 十日市町      | -         | 0.0       |           |           |           |           |           |           |           |           | 히로시마 전철 본선                  | 나카구 |
| Y2      | 데라마치       | 寺町          | 0.4       | 0.4       |           |           |           |           |           |           |           |           |                                     | 나카구 |
| Y3      | 베쓰인마에     | 別院前        | 0.4       | 0.8       |           |           |           |           |           |           |           |           |                                     | 나카구 |
| Y4      | 요코가와잇초메 | 横川一丁目    | 0.3       | 1.2       |           |           |           |           |           |           |           |           |                                     | 니시구 |
| Y5      | 요코가와역     | 横川駅        | 0.2       | 1.4       |           |           |           |           |           |           |           |           | 서일본 여객철도 산요 본선 · 가베 선 | 니시구 |